# Parc naturel des Sources
Le parc naturel des Sources est un parc naturel situé dans la province de Liège, en Wallonie, au cœur des Ardennes belges. D'une superficie de 148 kilomètres carrés, il s'étend sur le territoire des communes de Spa et de Stoumont. 

## Description
Le paysage du parc est principalement caractérisé par la présence de nombreuses sources, de vastes étendues forestières et de tourbières, dont la Fagne de Malchamps. 
Le parc est le fruit d'une collaboration entre le producteur d'eau Spadel, l'asbl Domaine de Bérinzenne, et les communes de Spa et de Stoumont. Plusieurs zones du parc bénéficient d'une protection européenne en tant que sites Natura 2000, tels que le Bois de la Géronstère, les Fagnes de Malchamps et de Stoumont.

## Images

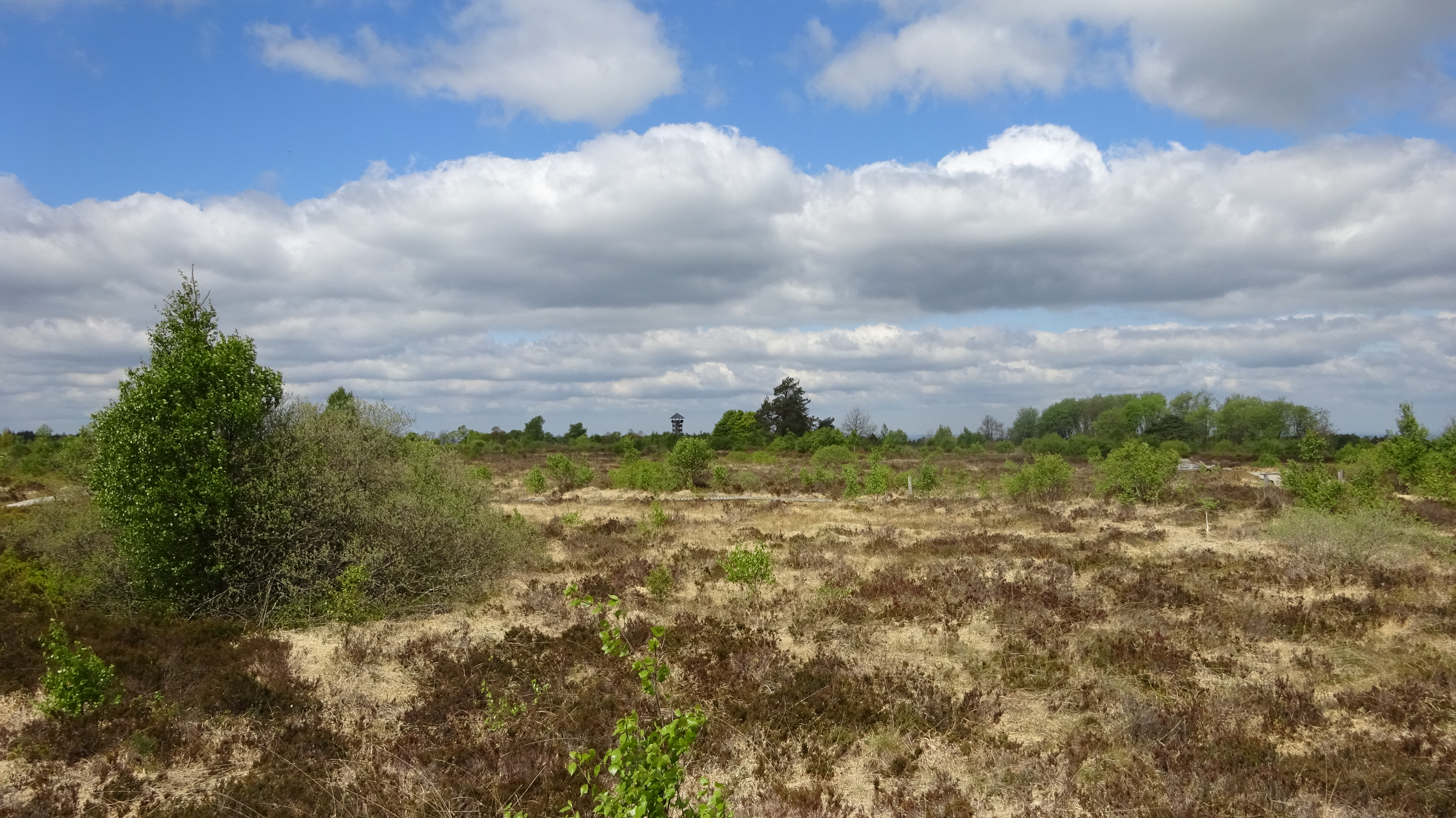
Fagne de Malchamps
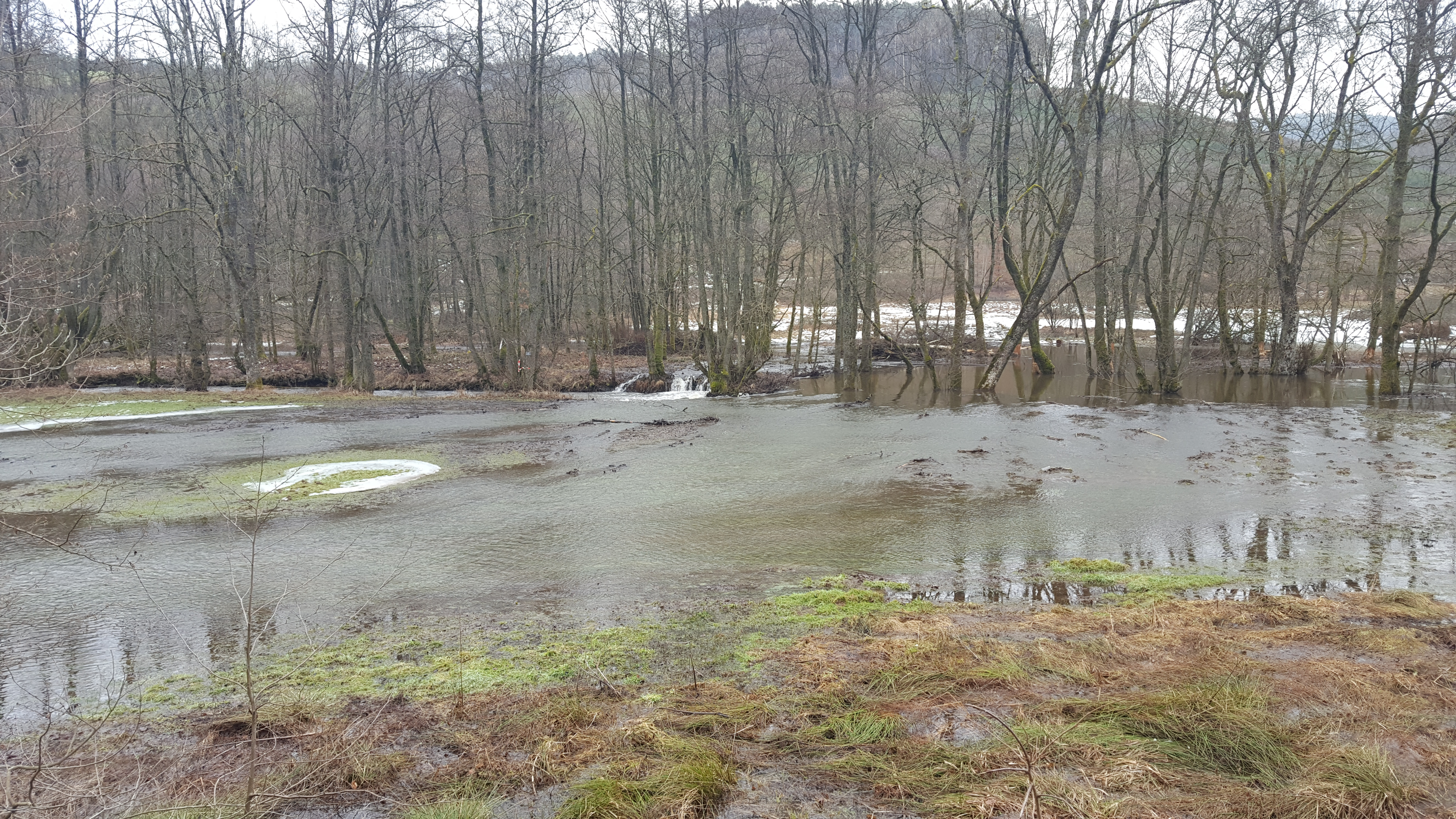
Barrage de castors à Stoumont
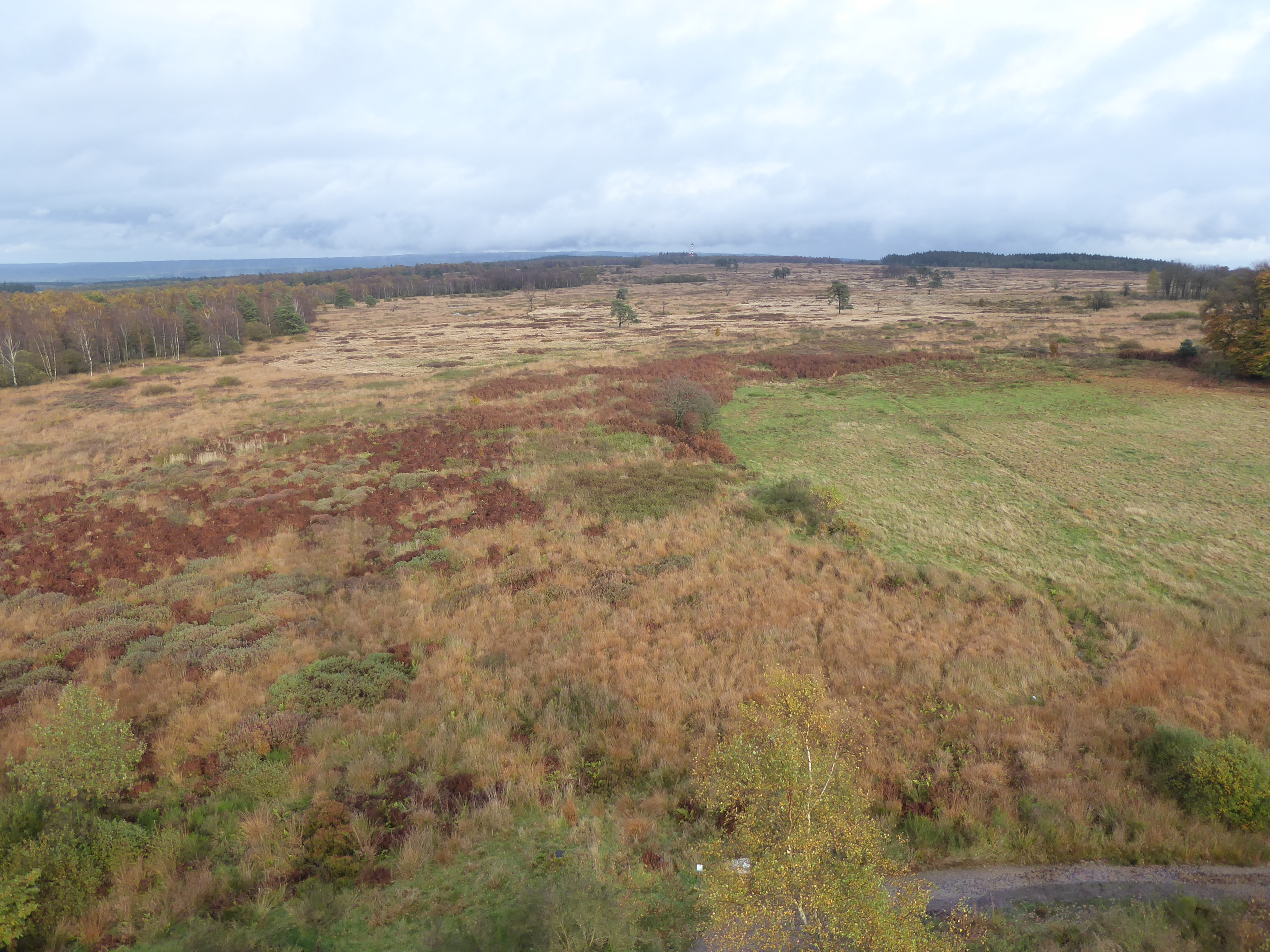
Fagne de Malchamps